# Barbagia
(Dante Alighieri, Purgatorio, Canto XXIII, vv. 94-96)
La Barbagia (Barbàgia o Barbaza in sardo) è una vasta regione montuosa della Sardegna centrale che si estende sui fianchi del massiccio del Gennargentu. La regione è costituita dall'areale del Gennargentu e dell'Ogliastra, dal Supramonte e dal nuorese.
Confina con la Baronia, l'Oristanese, la valle del Tirso e il Sarcidano e copre un'area di circa 1.300 km² con una popolazione di circa 120.000 abitanti. Il centro più popoloso è Nuoro.

## Geografia fisica
Il paesaggio della Barbagia è molto vario: va dai rocciai di granito ai contrafforti del Gennargentu ogliastrino, comprendendo la valle del Rio Pardu (Jerzu, Ulassai, Osini e Gairo), dalle vallate del Cedrino fino ai pascoli di Ollolai, ai pascoli montani di Seui, per poi riscendere a mare verso Baunei.
Sono molto diffusi e ricchi di fauna i boschi di leccio, ginepro, tasso e roverella.

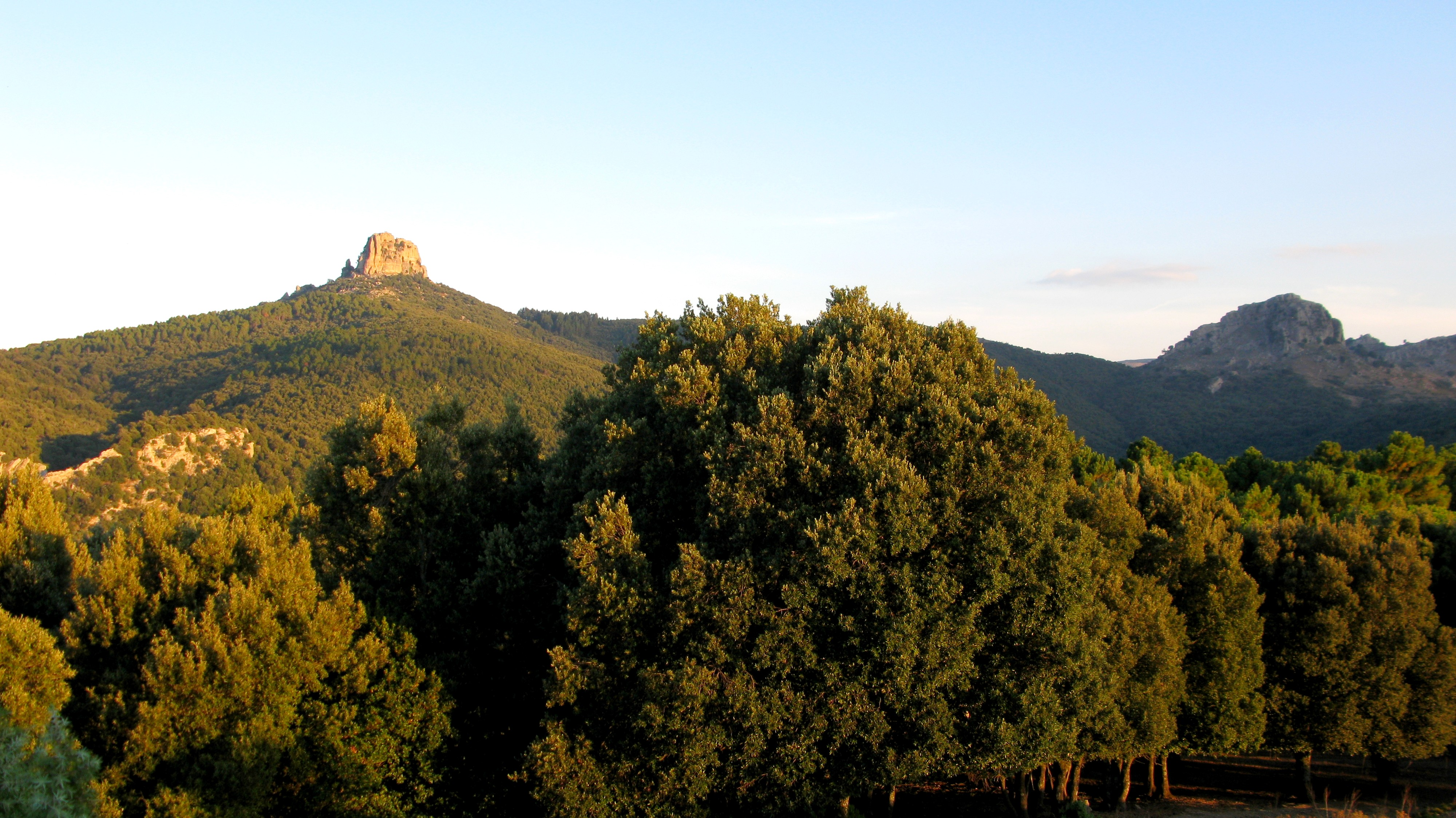
Supramonte di Orgosolo - Monte Novo San Giovanni e Monte Fumai
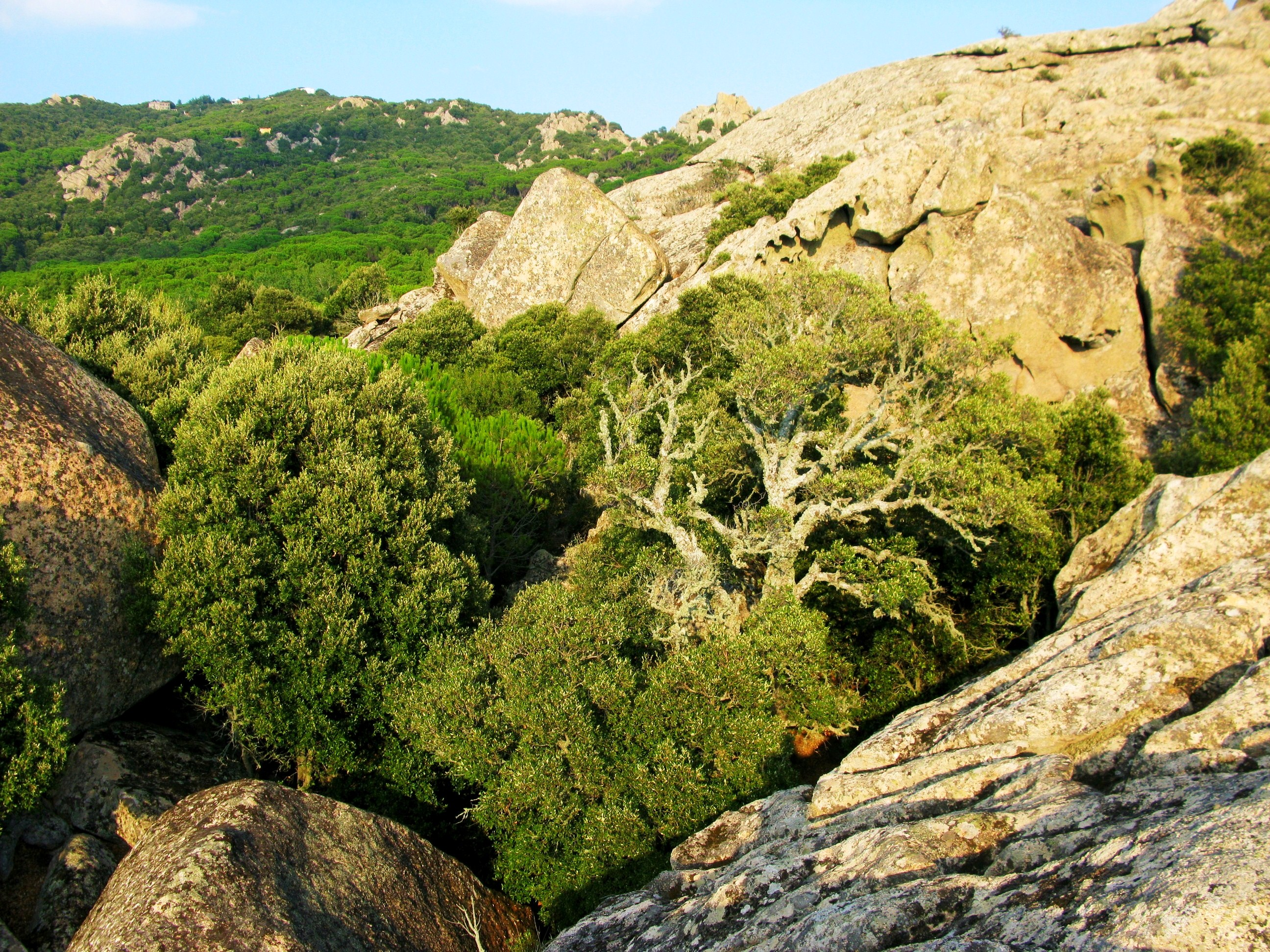
Boschi del Monte Ortobene
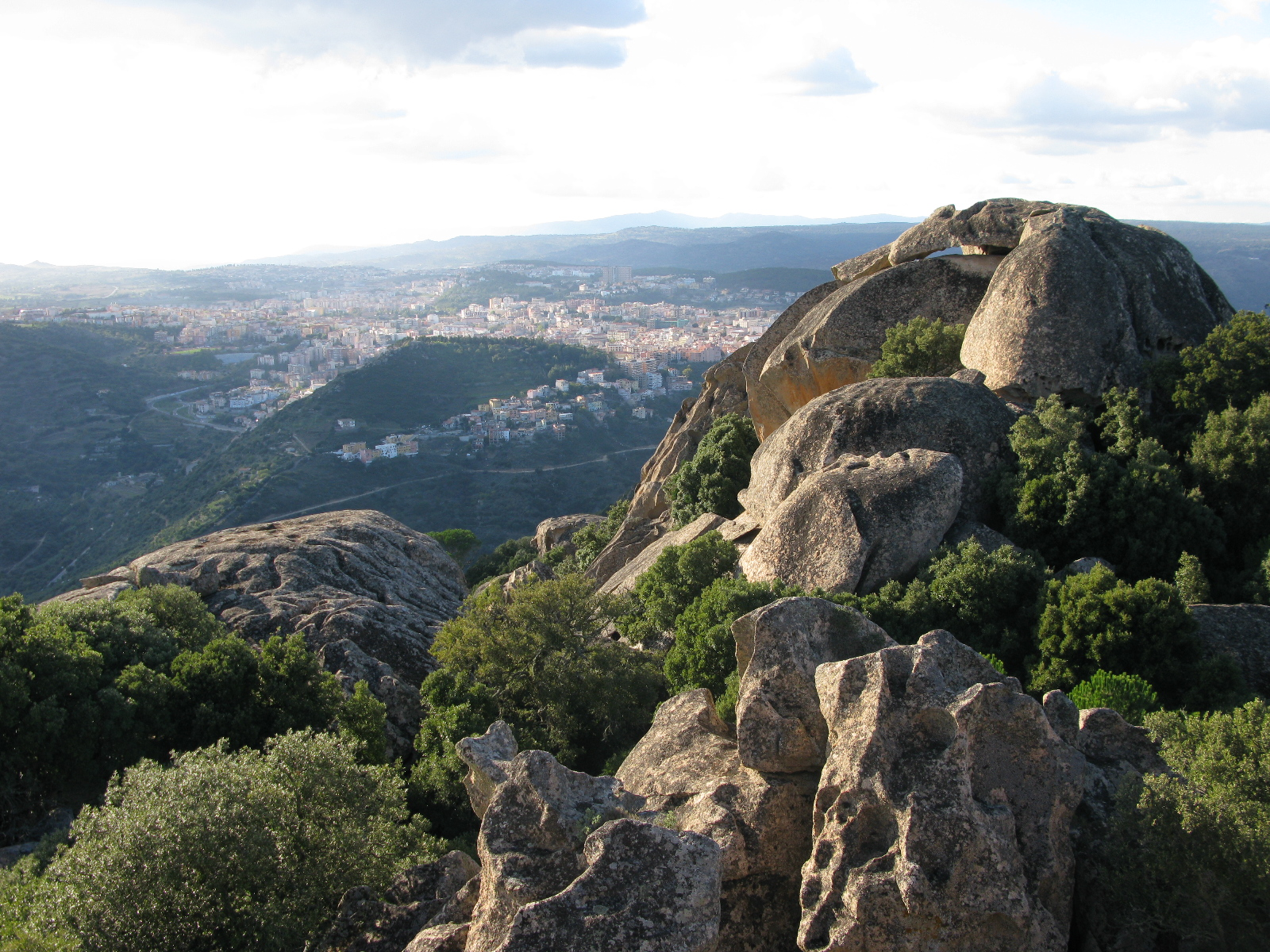
Rocciai del Monte Ortobene

## Storia

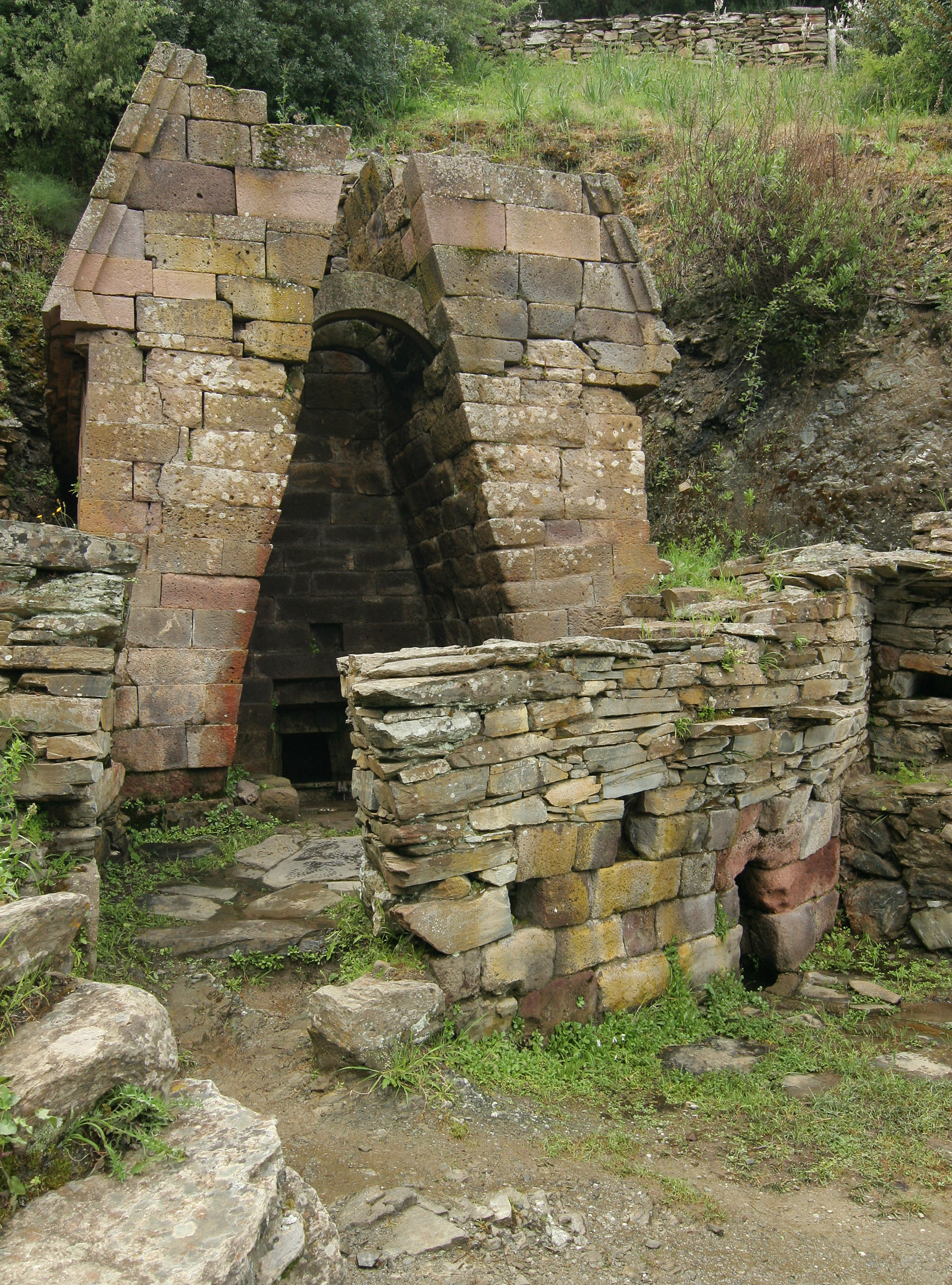
Fonte sacra di Su Tempiesu a Orune, risalente al periodo nuragico

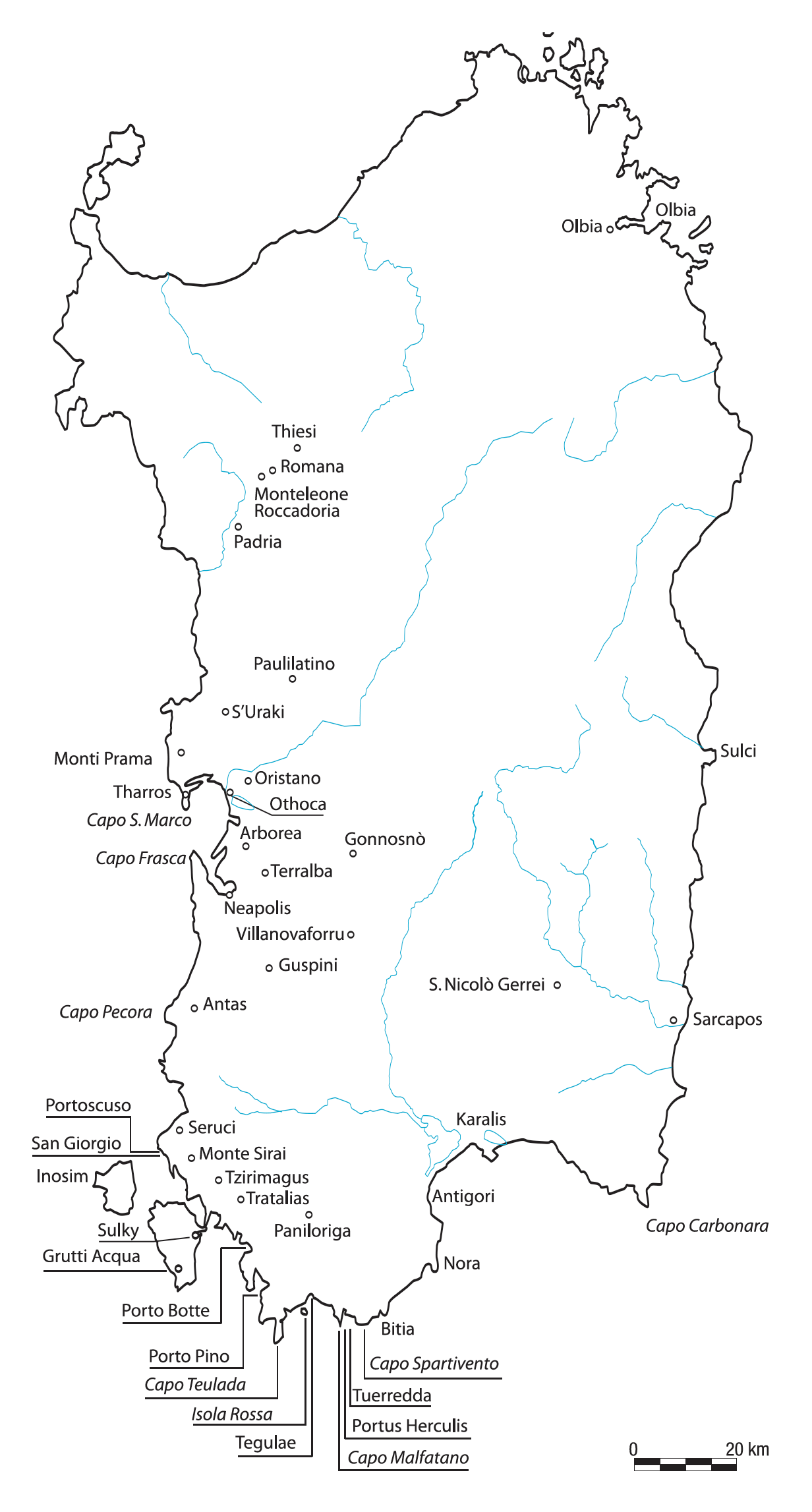
Situazione politica della Sardegna Fenicia e Punica

Secondo una dibattuta tesi dell'archeologo Giovanni Lilliu, la storia sarda è stata in ogni tempo caratterizzata da ciò che egli definiva come costante resistenziale sarda, ossia la lotta millenaria condotta dagli isolani contro i nuovi invasori.

### Preistoria e storia antica
L'insediamento umano (Homo sapiens) più antico della Barbagia, risalente al Paleolitico superiore, è stato rinvenuto nella grotta Corbeddu di Oliena. Seguirono nei millenni successivi le varie facies culturali prenuragiche e nuragiche che caratterizzarono tutto il territorio sardo.
La colonizzazione cartaginese non interessò le zone montane della Sardegna centrale e settentrionale, essendo i punici interessati solo al dominio delle zone costiere, funzionali ai loro traffici commerciali. Rimasero indipendenti le tribù sarde dell’Ogliastra, della Barbagia, della Gallura, del Goceano, dell’Anglona, della Romangia e della Nurra, che continuarono a vivere alla maniera nuragica, ma che s’imbarbarirono col tempo per effetto della segregazione.
Tra i sardi indigeni e i punici si stabilirono semplici rapporti di convivenza e commercio.
Anche le prime fasi della dominazione romana furono estremamente avversate da Corsi e Balari del nord Sardegna ed, in particolare, dalle popolazioni che vivevano nella zona che va dal bittese al sud del Gennargentu, e dal Marghine-Goceano fino al golfo di Orosei qualificate come "Civitates Barbariae" in età repubblicana e "Barbaricini" in età tardo imperiale e vandalica. Il toponimo Barbagia deriva dal latino che si contrapponeva alla Romania, il resto della Sardegna ove avvenivano i traffici commerciali di Roma. Il Paulis afferma che l’espressione civitates Barbariae va intesa nel senso in cui essa ricorre in «fonti letterarie e epigrafiche soprattutto per l’area celtica e  per la Germania», laddove indica «i ‘cantoni’ privi di urbs, privi dell’organizzazione urbana». Il confine della Barbagia era dunque quello che divideva il territorio delle funzioni urbane da quello che ne era privo, da quello in cui popoli poco numerosi, legati più da vincoli tribali che amministrativi, vivevano distribuiti in piccoli insediamenti collocati in latifondi di uso comunitario, sorvegliati ed egemonizzati da «alcuni campi militari posti a controllo della rete stradale, almeno in età repubblicana e nei primi decenni dell’impero».
I confini della Barbagia erano dunque essenzialmente economici e sociali, non politico-militari. Essa venne scelta a più riprese come sede di deportazione e di esilio. Tiberio vi deportò, secondo la testimonianza di Tacito, coercendis illic latrociniis – e quindi in prossimità di aree montane – 4000 liberti o figli di liberti devoti ai culti egizi o giudaici. Probabilmente il re vandalo Genserico (428-477) vi fondò una colonia di Mauri «la quale, mentre da un lato liberava le provincie africane da elementi torbidi e infidi ch’erano pericolo permanente per la pace interna e la prosperità dello stato, doveva essere in Sardegna un puntello alla sovranità vandalica dacché la diversità etnica, delle lingua, della religione e de’ costumi impediva ogni intesa con gli indigeni. È evidente che nessun imperatore o re avrebbe esiliato chicchessia in un'area non adeguatamente controllata sia sotto il profilo militare che politico. Insomma, la Barbagia è nata prima della Romània sarda, e non ha mai avuto uno statuto politico né ideologico.

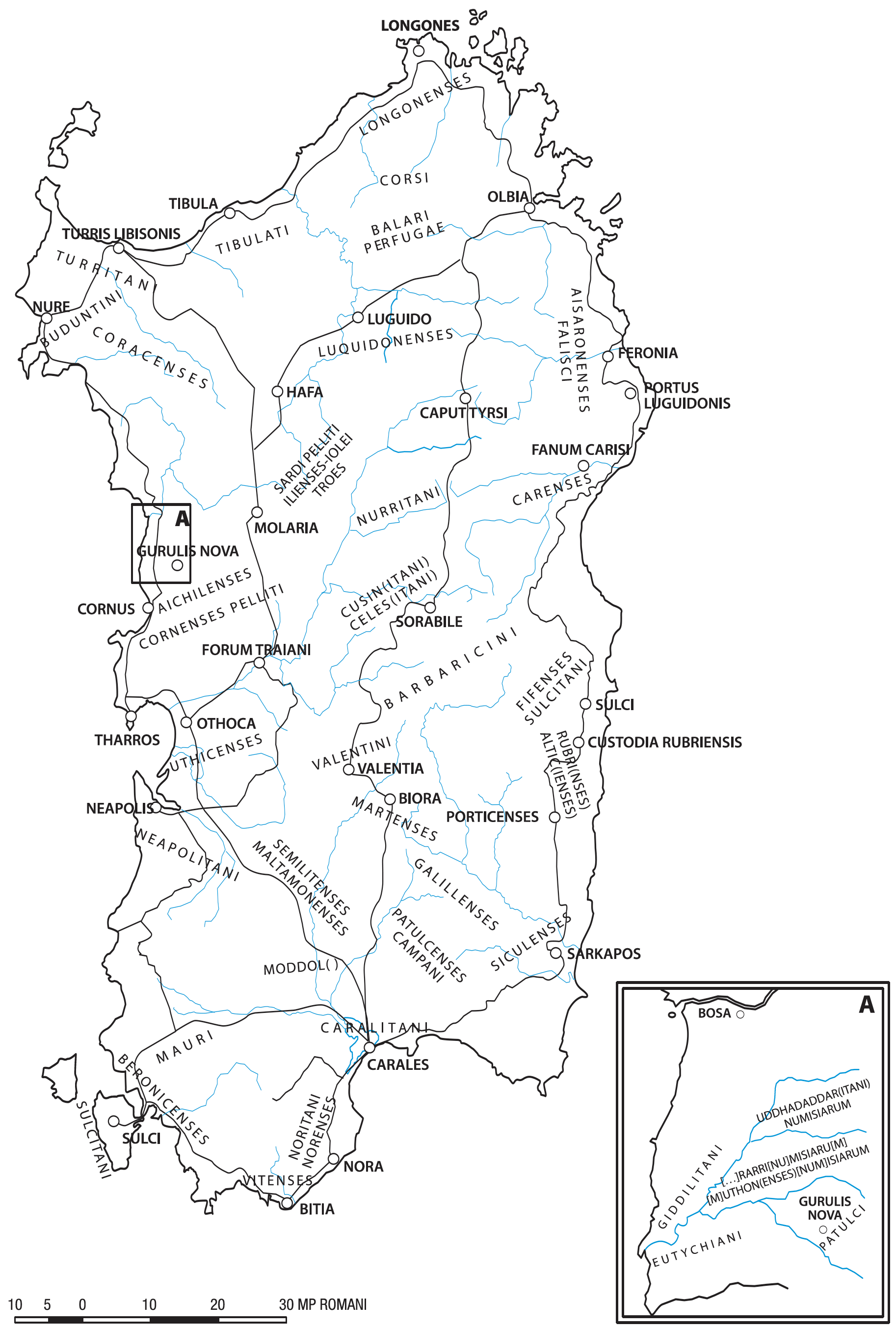
Le popolazioni e tribù sarde rilevate in età romana

I clan storici citati dai romani e, probabilmente, tutti appartenenti alla famiglia degli Iliensi erano:
- gli Iliensi o Iolei nelle montagne che vanno dal Marghine di Bortigali, nuraghe di Aidu Entos (con l'incisione di confine ILI-IVR-IN-NVRAC-SESSAR), fino alle cime di Alà, di Benetutti (in prossimità della valle del Tirso dove era ubicato il forte romano di Lesa) e dell'intera Ogliastra.
- i Nurritanenses o Nurrenses nei territori di Orotelli e del nuorese. Nel II secolo d.C., operarono al servizio dell'esercito imperiale (Cohors I - Nurritanenses) nella Mauretania Cesariense.
- i Parati nel Monte Albo
- i Sossinati nel Monte Albo
- gli Acconiti nel Monte Albo e nei monti Remule
- i Cunusitani a Fonni
- i Celsitani nel Gennargentu da Arzana a Ulassai
- i Gallilensi nel basso Flumendosa

Così Diodoro Siculo descrive le popolazioni iliensi che, abbandonate le pianure e le coste, si rifugiarono nell'interno per sfuggire alle dominazioni straniere.
(Diodoro Siculo)
Il processo di "latinizzazione" fu lento e dovuto soprattutto all'opera di insediamento di coloni ed all'assegnazione delle terre alle popolazioni locali (al fine di renderle stanziali) in età imperiale, a cui risalgono i latifondi definiti da cippi di confine. Importante fu anche l'arruolamento delle genti locali nell'esercito imperiale come mercenari o inquadrate come coorti vere e proprie.

### Il Medioevo
Già poco prima della caduta dell'Impero romano d'Occidente, avvenuta nel 476, la Sardegna venne conquistata dai Vandali, una popolazione germanica che dopo aver conquistato l'Africa romana negli anni 430, in seguito costruì una potente flotta annettendo le varie isole del Mediterraneo occidentale. La dominazione vandalica della Sardegna durò fino al 534, quando Giustiniano I, imperatore d'Oriente, riuscì a riconquistare l'isola per l'Impero romano d'Oriente.
Le fonti storiche più importanti su quel periodo sono costituite dalle testimonianze dirette di Procopio e dalle 39 lettere di papa Gregorio I (590-604). Dalle lettere del Pontefice emerge l'esistenza di due Sardegne diverse fra loro: una romanizzata, cristianizzata e romana (quella dei Provinciales), ed una interna, costituita da aggregati cantonali, con popolazioni idolatre e pagane, la Gens Barbaricina governata dal "dux" Ospitone. Facendo seguito ad una costante e tenace azione diplomatica (testimoniata nelle lettere succitate), nell'estate del 594 si concluse un patto tra Bizantini e Barbaricini e, tra i vari accordi, Ospitone accettò la conversione al cristianesimo del suo popolo. Per evangelizzare a fondo la Corsica e la Sardegna, papa Gregorio affidò le due isole ai Benedettini delle isole toscane, che vi rimasero per tutto il Medioevo, anche se la cristianizzazione avvenne anche ad opera degli ordini monastici greco-bizantini: studiti, basiliani ecc. I Benedettini costruirono piccoli monasteri, detti abbadie, e curarono la costruzione delle pievi, delle vie e la tenuta dei fondi agricoli.
La Barbagia in età giudicale (IX-XV secolo d.C.) era divisa in diverse curatorie, amministrate dai quattro giudicati sardi di Torres, Gallura, Arborea e Cagliari. Successivamente alla caduta dell'ultimo giudicato superstite, quello di Arborea, venne definitivamente inglobata nel Regno di Sardegna dagli aragonesi.

## Regioni storiche
Si divide in:
- Barbagia di Nuoro (o Nuorese);
- Barbagia di Ollolai (o Barbagia Superiore) a nord del Gennargentu;
- Mandrolisai a ovest del Gennargentu;
- Barbagia di Belvì (o Barbagia Centrale) a sud del Gennargentu;
- Barbagia di Seùlo (o Barbagia Inferiore) ancora più a sud;
- Ogliastra (antica Barbàgia Trigònia) a est del Gennargentu.

La regione appartiene quasi interamente alla provincia di Nuoro. I principali comuni oltre a Nuoro sono: Olzai, Aritzo, Atzara, Bitti, Belvì, Gadoni, Gavoi, Ollolai, Lodine, Fonni, Desulo, Teti, Tiana, Ovodda, Orani, Oniferi, Orgosolo, Sarule, Ortueri, Orotelli, Orune, Mamoiada, Meana Sardo, Tonara, Austis, Sorgono, Oliena, Dorgali e la sua frazione Cala Gonone. Questi comuni sono centri fortemente conservativi della lingua e delle tradizioni.